# Historia oświaty w Trzebiatowie

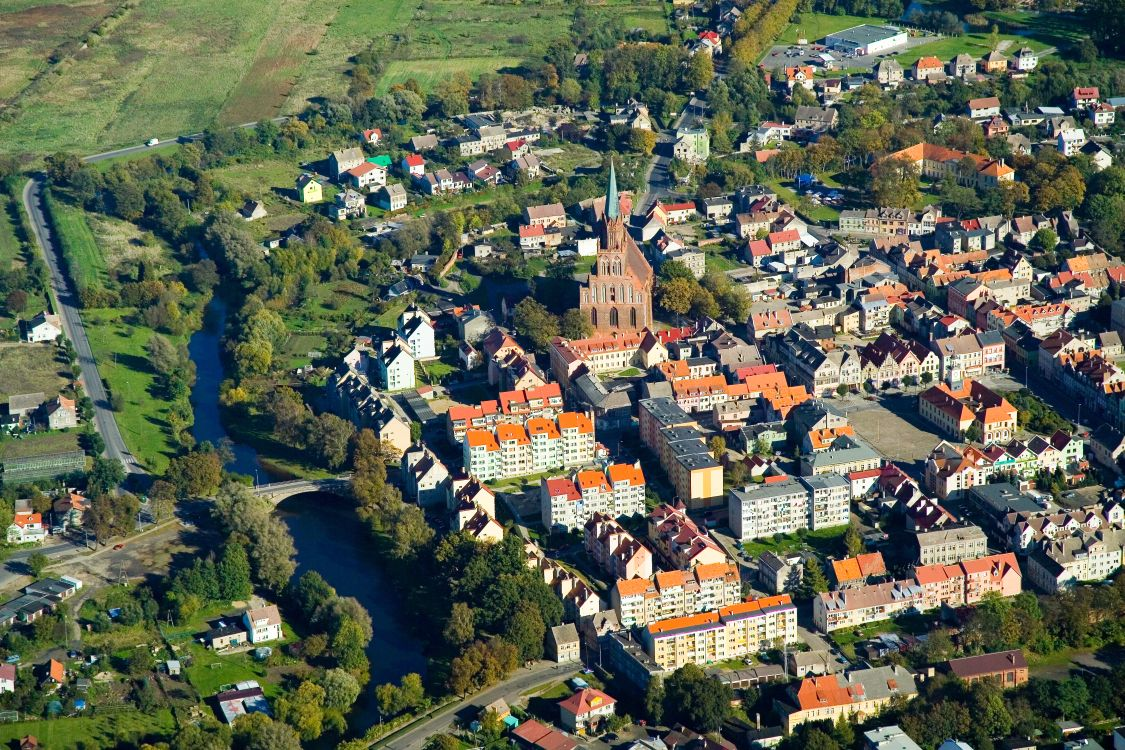
Trzebiatów z lotu ptaka

Historia oświaty w Trzebiatowie obejmuje czas działalności oświatowej miasta od I poł. XIV w. do czasów współczesnych.
W większych skupiskach ludności obserwuje się rozwój oświaty, który był dostosowany do potrzeb lokalnych, kościelnych oraz państwowych. W Trzebiatowie na przestrzeni wieków rozwijały się m.in. szkoły: łacińska (XIV–XIX w.), partykularna (XVI w.), fundacyjna (XVIII w.), elementarna, dla ubogich, gimnazjum (XIX w.), średnia (XX w.), w tym prywatne szkolnictwo oraz tzw. szkoła pokątna (do 1734).
Reformy oświatowe przeprowadzone przez Królestwo Prus (XVIII w.) wprowadziły powszechny obowiązek szkolny dla dzieci w wieku 5–12 lat. Do XIX w. w szkołach kształcono przede wszystkim chłopców. W wyniku reform z 1800 w Trzebiatowie powstała pierwsza szkoła dla dziewcząt, następnie placówki koedukacyjne. Od 1887 Cesarstwo Niemieckie wprowadziło system zarządzania centralnego, tym samym szkoły przekształcono w placówki państwowe.
Po 1945 w Trzebiatowie rozwijała się polska oświata. Wprowadzono powszechny obowiązek szkolny oraz centralny zarząd nad rozwojem edukacji (1945). W mieście do reformy oświaty w 1999 powstały szkoły podstawowe, średnie i zawodowe. Wskutek zmian oświatowych zostało utworzone gimnazjum i szkoły ponadgimnazjalne. Rozwinęło się także szkolnictwo prywatne i dla pracujących.

## Schyłek średniowiecza

### Pierwsze wzmianki źródłowe

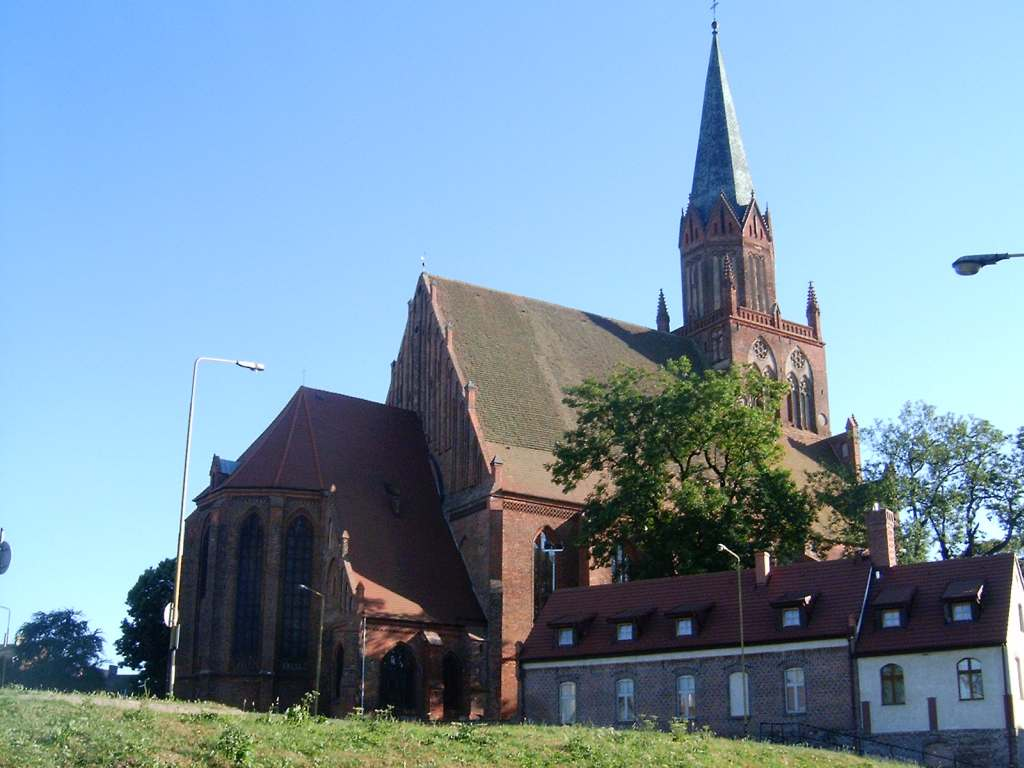
Przy kościele mariackim usytuowana była szkoła łacińska do 1830/1832

Pierwsza wzmianka o istnieniu placówki w Trzebiatowie pochodzi z dokumentu wystawionego przez opata białobłockiego Arnolda, datowanego na 29 listopada 1328, w którym mowa jest o budowie kościoła mariackiego i fundacji szkoły. Opat zastrzegł sobie na równi z radą miejską prawo wpływu na obsadę stanowiska rektora szkoły. Patronat nad placówką utrzymywał się do czasu kasaty klasztoru w 1521. Rektor szkoły pełnił jednocześnie funkcję lektora w opactwie. Niewielka wzmianka znajduje się w dokumencie z 6 grudnia 1354, wystawionym przez Johannesa biskupa kamieńskiego, w sprawie renty dla klasztoru norbertanów w Białobokach z zakupionej przez Ludolfa Webelena wsi (niem.) Robe. Z części tej renty finansowano działalność szkoły.

### Szkoła łacińska
Trzebiatowska szkoła łacińska, powstała w XIV w., była przeznaczona dla synów patrycjatu miejskiego. Jej celem było m.in. przygotowanie młodzieży do pracy w handlu i magistracie. Mieszczanie trzebiatowscy zabiegali, aby zapewniono ich potomkom odpowiednie wykształcenie, które wybiegałoby poza kanony wychowania kościelnego. Dlatego zamierzano powołać typ szkoły świeckiej. Projekt jednak nie doczekał się realizacji ze względu na brak zgody władz kościelnych, które w tym czasie uzurpowały sobie prawo do zakładania szkół. Ustępstwem było pozwolenie na zorganizowanie w Trzebiatowie nauki na poziomach: średnim, niższym i najniższym.
Szkoła łacińska opierała swój program kształcenia na siedmiu sztukach wyzwolonych. Pierwszym etapem szkolnictwa było nauczanie pisania i czytania, gramatyki łacińskiej, zapoznanie z utworami klasycznymi. Do etapu drugiego należało nauczanie w zakresach: retoryki i dialektyki (tzw. łac. trivium, które z gramatyką stanowiło niższy stopień wykształcenia), arytmetyki, geometrii, muzyki i astronomii (tzw. łac. quatrivium, stopień wyższy). Nadto, ze względu na kształcenie młodzieży zamożnego mieszczaństwa, poszerzono program nauczania o geografię i elementy prawa. Językiem nauczania pozostawała łacina.

## Czas wczesnonowożytny

### Działalność J. Bugenhagena

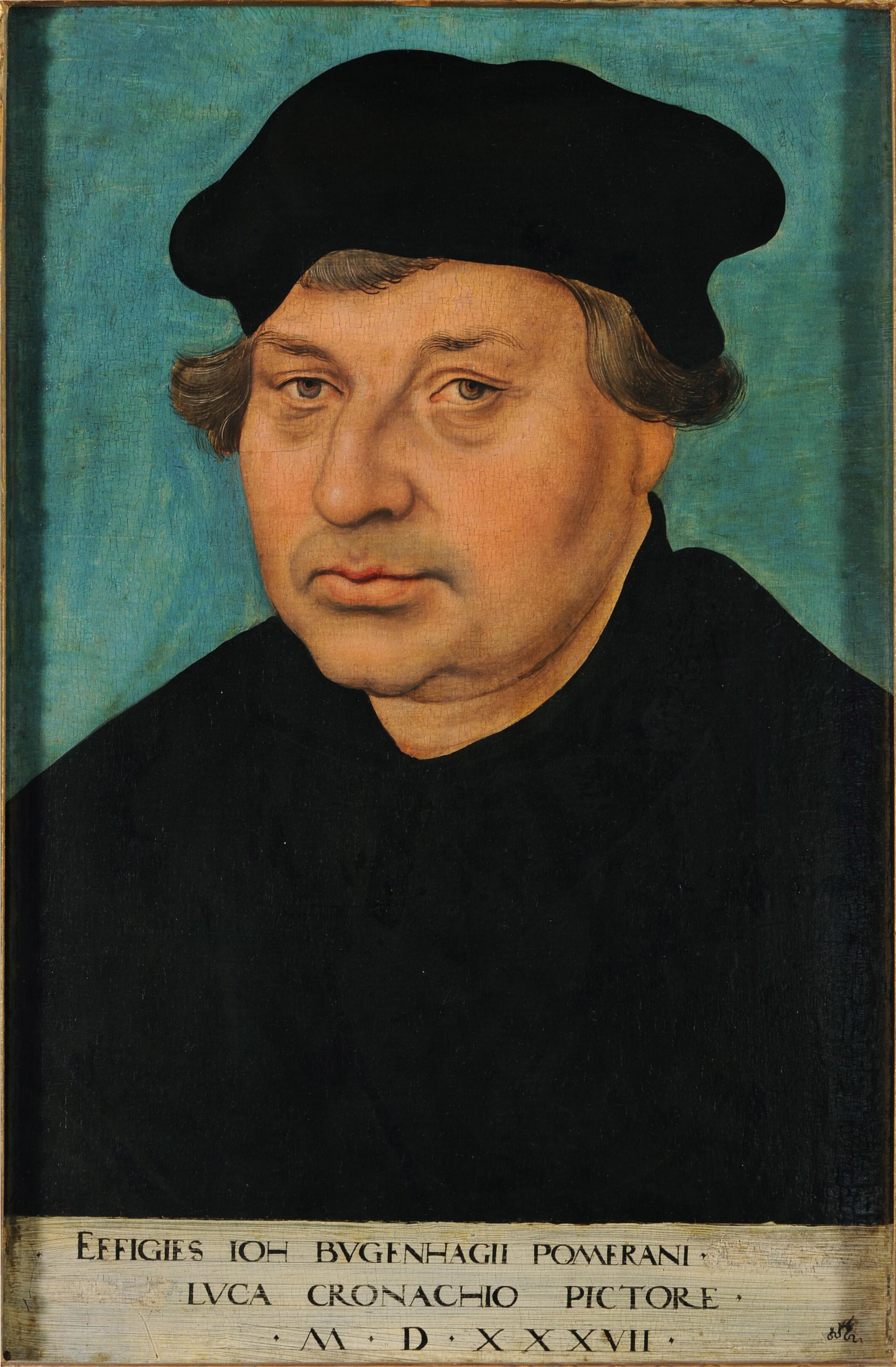
Johannes Bugenhagen, rektor szkoły łacińskiej w Trzebiatowie

Czas chluby szkoły trzebiatowskiej przypada na lata, kiedy jej rektorem był Johannes Bugenhagen, który w poł. 1504, za pośrednictwem opata norbertanów H. von Beggerowa znalazł się w Trzebiatowie, obejmując kierownictwo szkoły miejskiej. Funkcję tę pełnił nieprzerwanie do 1517 i z przerwą do 1521. Praca J. Bugenhagena była wspomagana przez A. Knöpkego, G. Bugenhagena (brata Johannesa) i J. Lorichiusa. Rektor ówczesnej szkoły rozszerzył program nauczania, który cieszył się szerokim zainteresowaniem, m.in. wykładał Pierwszy i Drugi list św. Pawła do Tymoteusza i Psalmy oraz przybliżał słuchaczom studia humanistyczne. Do Trzebiatowa zaczęli przybywać uczniowie m.in. z rejonów: Westfalii i Livlandu (tereny dzisiejszej Litwy i Łotwy).
W 1517 w klasztorze białobockim z inicjatywy opata J. Boldewana utworzono (łac.) Collegium presbiterorum sive sacerdotum (Kolegium kapłanów). J. Bugenhagen został powołany na stanowisko lektora. Jego wykłady były nacechowane antyklerykalizmem i nowymi teoriami teologicznymi. Wyrażał w swoich kazaniach rozczarowanie instytucją Kościoła, które uzewnętrzniło się w 1521, gdzie jawnie wystąpił z niego po zapoznaniu się z dziełami Marcina Lutra. Nowe nauki propagował wśród uczniów oraz duchownych. W tym też roku wyjechał z Trzebiatowa do Wittenbergi. Wielu nowych zwolenników reformacji opuściło miasto. W późniejszym czasie przyczynili się do jej propagowania na Pomorzu. Trzebiatów stał się głównym ośrodkiem myśli reformacyjnej, szczególnie po obradach sejmu trzebiatowskiego (13 grudnia 1534), na którym wyrażono zgodę na wprowadzenie na Pomorzu luteranizmu.

### Ordynacja kościelna i administracyjna
Z początkiem 1535 rozpoczęto prace nad nową ordynacją kościelną dla księstwa pomorskiego. Ogólne postanowienia zawarte w (niem.) Die Kerken – Ordenige des gantzen Pamerlandes regulowały stosunki kościelne, administracyjne i oświatowe w księstwie. Sprawom szkolnictwa poświęcono rozdział V dokumentu.
Ordynacja przewidywała powstanie tzw. szkół partykularnych, obejmujących większe ośrodki miejskie. Zatrudnionych miało być min. trzech nauczycieli (łac. rector oraz baccalarrus); środki finansowe na działalność placówek miały pochodzić z kas kościelnych. Kierowników szkół miały powoływać rady miejskie wraz z diakonami i pastorami. Proponowano utworzenie przy katedrach placówek oświatowych, które prócz łaciny nauczałyby jednocześnie języka niemieckiego oraz umiejętności pisania, czytania, modlitwy, katechizmu i śpiewu. Mieli nimi zarządzać rektorzy. Zalecano również koordynację pracy szkół łacińskich i niemieckich.

### Ordynacja szkolna
W 1556 podczas synodu w Greifswaldzie rozpoczęto pracę nad nową ordynacją, która m.in. zakładała rozbudowę szkolnictwa pomorskiego. Pracę nad projektem zakończono w 1563. Dokument został wydany dwa lata później.
Szkoła w Trzebiatowie znajdowała się po północno-wschodniej stronie kościoła św. Marii. Masywny budynek mieścił 5 izb lekcyjnych oraz mieszkanie dla rektora. Szkoła działała pod patronatem rady miejskiej, według ordynacji z 1563 i późniejszej ordynacji szkolnej dla miasta Trzebiatów (łac.) Ordo scholae Treptoviensis ad Regam, wydanej w 1594. Nauczycielom stawiano wysokie wymagania. Musieli posiadać wykształcenie na poziomie uniwersyteckim i aprobatę miejscowego pastora oraz rady kościelnej. W latach 90. XVI w. w szkole było zatrudnionych trzech nauczycieli: rektor, kantor i (łac.) hypodidascalusa. Ówczesnym rektorem był Joachim Teske. Pensja nauczycieli kształtowała się na poziomie 16-60 guldenów. Ponadto pracownicy mieli prawo do rocznej premii (4 guldenów) oraz tzw. (niem.) Holzgeldu (6-8 groszy za ucznia).
Zajęcia szkolne odbywały się od poniedziałku do soboty, w godz. od 6 do 15, w systemie letnim i zimowym. W środy naukę rozpoczynano mszą świętą. Zajęcia w tym dniu były skrócone do godz. 10. Egzaminy odbywały się w niedziele. Prócz łaciny nauczano również greki. Do nauczania wykorzystywano powszechnie obowiązujące podręczniki na Pomorzu. Należały do nich m.in. Religion die Catechesis D. Chytraeusa, Dialogi sacri Castelliego, Katechizm M. Lutra, Lateinische Grammatik F. Melanchtona, także lektury utworów Cycerona, Terencjusza i Owidiusza.
W czasie wojny trzydziestoletniej nauczanie w szkole trzebiatowskiej było utrudnione. Problemy finansowe, wynikające z nakładania miastu przez wojska cesarskie (1630, 1636 i 1648) kontrybucje, powodowały liczne zawieszanie działalności placówki. Włączenie Trzebiatowa do Brandenburgii-Prus w następstwie pokoju westfalskiego, podpisanego w 1648 w Osnabrück, nie powodowało większych zmian programowych w nauczaniu. Nadal obowiązywał tzw. łaciński model wychowania na kanwie wychowania religijnego, który utrzymał się do końca XVIII w.

### Pruski system nauczania

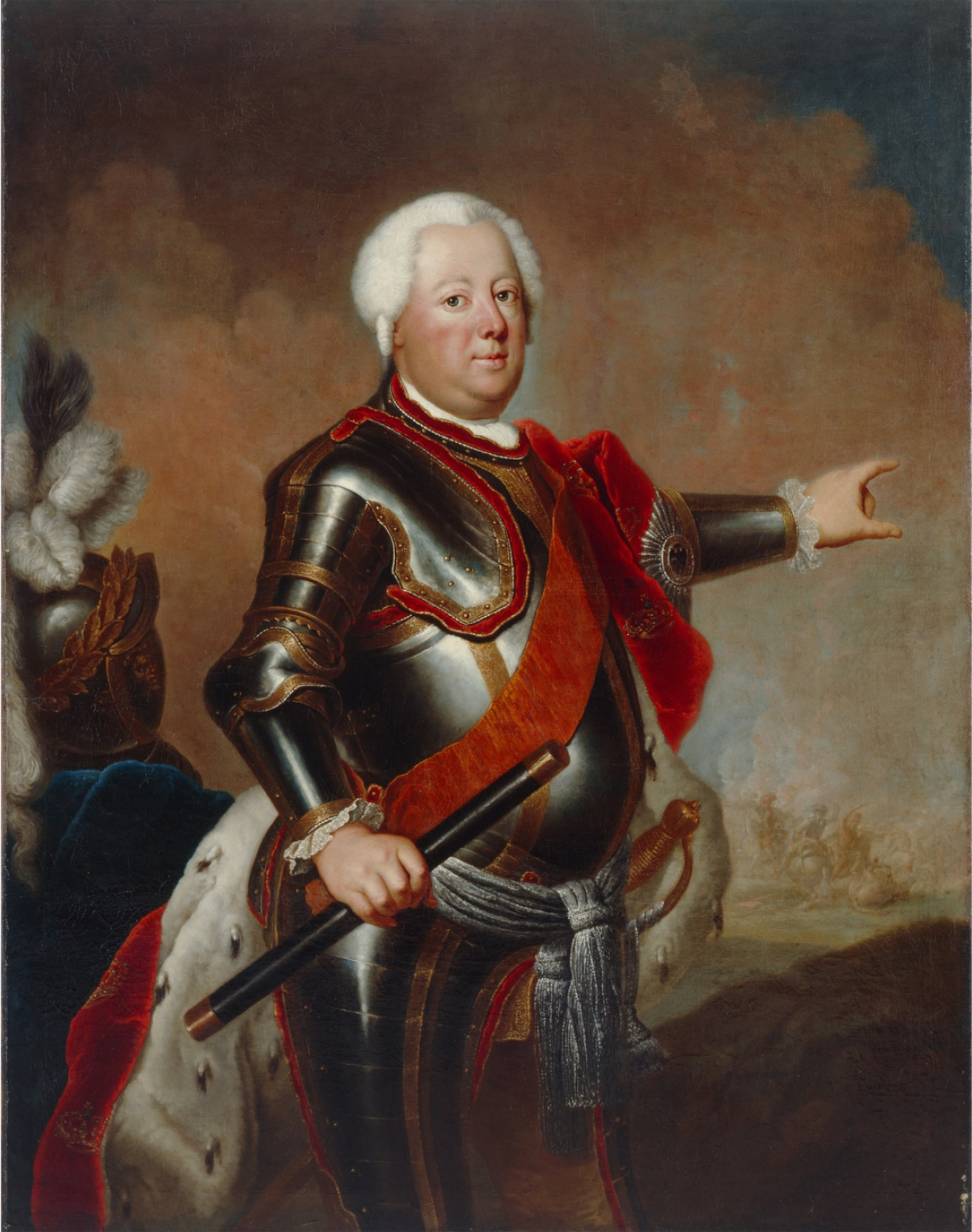
Fryderyk Wilhelm, reformator szkolnictwa pruskiego

W latach 1717, 1735 i 1763 w szkolnictwie pruskim nastąpiły zmiany. Edykty królewskie wprowadzały powszechny obowiązek szkolny dla dzieci w wieku 5–12 lat. Obowiązek ten jedynie tyczył miejscowości (w tym wsi), w których istniały placówki szkolne. Natomiast wydany przez Fryderyka Wilhelma edykt z 1734 uwzględniał obowiązek nauczania dzieci w czasie zimowym (codziennie) i letnim (raz lub dwa razy w tygodniu). W przeprowadzanej reformie szkolnej można dostrzec niedoskonałości. Brak odpowiedniej kadry pedagogicznej był uzupełniany poprzez niewykwalifikowanych pracowników, szczególnie byłych żołnierzy i inwalidów.
Reformy uwzględniały również dotychczasowy sposób finansowania szkół. Każda z nich otrzymywała kapitał początkowy, który gwarantował placówkom osobowość prawną. W ślad za reformą szkolnictwa w Trzebiatowie postanowiono zlikwidować dotychczasową szkołę „pokątną” (niem.) Winkelschule. Źródła nie przekazują, kiedy została ona utworzona w mieście, jednak wiadomo, że takie (prywatne) placówki istniały na Pomorzu od poł. XV w. Nauczano w nich podstaw pisania i czytania, z ograniczonym stopniem znajomości religii. Szkołę tę zamknięto w 1734 na wniosek ówczesnego rektora Erasmusa B. Egerlanda. Innym przejawem tworzenia nowego systemu oświaty było uwzględnienie potrzeb najbiedniejszej klasy miasta. Z lat 30. XVIII w. pochodzi wzmianka, że Martin G. von Beggerow zbudował przy Kirchstrasse nr 412 w Trzebiatowie budynek z przeznaczeniem na szkołę fundacyjną dla 20 ubogich dzieci (niem.) Stiiftungsschule. Zapisał też w testamencie (1739) – 20 talarów na jej utrzymanie. Pieniędzmi miał zawiadywać kościół mariacki.
W XVIII-wiecznej szkole trzebiatowskiej obowiązywały podręczniki, wśród których dominowały m.in. – Allgemeine heilige und weltliche Geschichte Hardiona, Geographie Phenningsa, Naturlehre i Naturgeschichte J. J. Eberta, Grammatik Langena i dzieła Korneliusza Neposa, ponadto Listy Cycerona i De rebus gestis Alexandri Magni Kwintusa Kurcjusza Rufusa. Zajęcia w szkole rozpoczynały się o godz. 7 i trwały z przerwami do 17 (poniedziałek-piątek). Prócz obowiązkowej modlitwy nauczano śpiewu, czytano dzieciom ustępy z Biblii, prowadzono ćwiczenia z jęz. niemieckiego i łaciny (gramatyki), ponadto nauczano ortografii i kaligrafii. Zajęcia odbywały się również w soboty. Prócz modlitwy i obowiązkowego czytania Ewangelii przeprowadzano zajęcia z zakresu moralności, zasad wiary oraz arytmetyki.

## Czas nowożytny

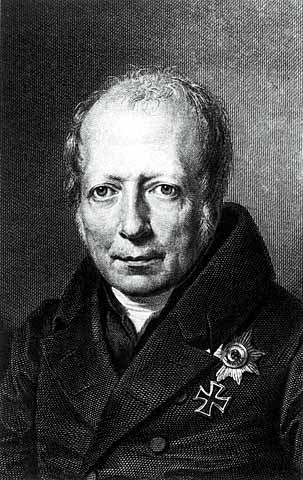
Wilhelm von Humboldt

### Nowy system oświaty
W 1800 w Prusach stworzono nowy system oświaty, według projektu Wilhelma von Humboldta. Zakładał on wprowadzenie powszechnego obowiązku szkolnego dla dzieci na poziomie szkół podstawowych, wprowadzenie trójstopniowości nauczania obejmujących: ogólne szkoły ludowe (niem.) allgemeine Volkschule, szkoły średnie (niem.) höhere Schule i szkolnictwo wyższe (niem.) Hochschule. Szkoły na poziomie podstawowym miały prowadzić edukację dzieci w zakresie: języka niemieckiego, religii, rachunków, przyrody, geografii, historii, kaligrafii, rysunku i śpiewu. Szkoły średnie miały być jednostkami w celu przygotowania młodzieży do studiów uniwersyteckich. Ważnym elementem reformy było wyłączenie nowego systemu oświaty spod kontroli Kościoła.

#### Reorganizacja szkolnictwa
W 1815 powstała w Trzebiatowie szkoła ludowa (niem.) Volksschule, przemianowana w szkołę elementarną (niem.) Elementarschule. Na jej czele stał rektor (będący jednocześnie kaznodzieją w kościele mariackim). Dotychczasową szkołę łacińską natomiast przekształcono w (niem.) große Ratschule (obejmowała 3 klasy), a w latach 30. XIX w. w (niem.) höhere Bürgerschule lub (niem.) höhere Realschule. Uczniów egzaminowano we wrześniu każdego roku. Po zdanym egzaminie ci otrzymywali cenzurki a najlepsi stypendia.
W 1824, według nowego zarządzenia, dołączono do niej IV klasę, a w 1832 – piątą. Zmieniono również jej profil na szkołę przygotowującą do gimnazjów. W latach 30. XIX w. siedzibę szkoły przeniesiono do nowego budynku po dawnej manufakturze. Utworzoną natomiast w XVIII w. z fundacji M. Beggerowa szkołę (niem.) Stiftungsschule w 1826 przekształcono w placówkę kształcącą ubogich – (niem.) Allgemeine städtische Armenschule. Jednocześnie podjęto decyzję o budowie nowego budynku przy Papenstrasse. Mieściły się tam mieszkanie dla nauczyciela, pomieszczenia do nauki i obora. Szkoła dla ubogich był trzyletnia. Zatrudniano w niej 4 nauczycieli. Pieniądze na jej utrzymanie pochodziły ze specjalnej kasy miejskiej. Powołano również szkołę dla dziewcząt, tzw. średnią szkołę żeńską (niem.) Mädchenschule, którą w kolejnych latach przemianowano w (niem.) höhere Töchterschule. Zatrudniano w niej 6 nauczycieli. W szkole dziewczęta nauczano dobrych manier i robótek ręcznych.

### Powołanie gimnazjum
W 1851 władze miasta rozpoczęły starania w kwestii przekształcenia dotychczasowej szkoły (niem.) höhere Bürgerschule w gimnazjum. Nowy typ szkoły został utworzony w 1855, nadano jej imię Johanna Bugenhagena. Jej charakter i działalność regulowały instrukcje i statut szkoły (z 1856 i 1857). Kolegium nauczycielskie natomiast ukonstytuowało się 30 marca 1857. Złożone było z 8 nauczycieli. Funkcję prorektora i zarazem dyrektora placówki objął dr Robert Geier. Gimnazjum usytuowano w nowym miejscu przy Woldeckenstrasse (dzisiejsza ul. Wodna). Całkowity koszt budowy obiektu w wysokości ok. 42 tys. talarów został pokryty z kasy miejskiej. Oficjalne otwarcie nastąpiło 30 września 1858. Szkoła dysponowała również alumnatem (łac. alumnare) dla uczniów, który został wybudowany w 1862. Prócz funkcji mieszkalnych – internat spełniał również rolę pedagogiczną. Placówka była objęta patronatem, tzw. Kuratorium, w skład którego wchodzili: burmistrz miasta, dyrektor gimnazjum, pastor, dwóch członków magistratu i dwóch mieszkańców miasta.
Szkoła obejmowała nauczaniem 5 klas gimnazjalnych (w dalszych latach 7) i 2 klasy przygotowawcze (niem.) Vorschule (dalej 3). Według danych źródłowych, w 1860 uczęszczało do nich 211 uczniów, z których 79 przystąpiło do pierwszej matury. Główny nacisk położono na nauczanie języków: łaciny i greki. Program obejmował również języki: niemiecki i francuski, ponadto religię, historię, geografię i matematykę. Uczniowie szkoły uzyskiwali wykształcenie średnie (po 6 klasach), bez prawa kontynuowania nauki na poziomie uniwersyteckim. W 1881 szkoła zatrudniała 15 nauczycieli, tj.: dyrektora, prorektora, kantora, 3 starszych nauczycieli (niem.) Oberlehrer, 5 nauczycieli zwyczajnych (niem.) ordentlicher Lehrer, nauczyciela pomocniczego (niem.) Hilslehrer i tzw. przedmiotowych (technicznego, rysunków i gimnastyki).
W wyniku zmian oświatowych szkoły przeszły pod centralne zarządzane cesarstwa (1886–1887). Państwo dla miejscowego gimnazjum zobowiązało się do bezpłatnego przekazania na własność budynków szkolnych, zbiorów bibliotecznych, budowy nowej sali gimnastycznej oraz finansowania placówki w kwocie 12 tys. marek rocznie. Z danych archiwalnych z 1906 wynika, że gimnazjum trzebiatowskie zaliczano do szkół prestiżowych. Do 1906 opublikowano 47 prac, których autorami byli ówcześni nauczyciele. Wśród nich odnaleźć można rozprawy filozoficzne. Tylko do tego roku maturę ukończyło 657 uczniów, wśród których odnaleźć można 238 absolwentów z Brandenburgii, Berlina i innych prowincji pruskich oraz 37 z innych krajów, np. Cesarstwa Indii, Anglii i Szwajcarii.

## Dzieje najnowsze

### Lata 1918–1945
Stan szkolnictwa trzebiatowskiego utrzymywał się na tym samym poziomie co w latach 1887–1918. Źródła po I wojnie światowej nie przekazują szczegółowych danych o szkołach, poza gimnazjum, wzmiankują jedynie o działalności m.in. Szkoły Gospodarstwa Wiejskiego oraz Szkoły Policyjnej. Ta ostatnia w 1926 została zdegradowana do roli progimnazjum. W tym czasie funkcjonowało jedynie 6 klas. Matury zostały zawieszone, ze względu na ograniczone możliwości lokalowe i finansowe szkoły. Liczba członków Kolegium nauczycielskiego także uległa zmniejszeniu. Jedynym pozytywnym aspektem tych zmian była elektryfikacja placówki. Energię elektryczną ze względów oszczędnościowych używano jedynie podczas czasu zimowego. W 1928 w Trzebiatowie obchodzono 600-lecie oświaty. Organizatorem jubileuszowych obchodów było progimnazjum przy współudziale władz miasta. Szkoła ta szczyciła się ciągłością działalności edukacyjnej, która nawiązywała do tradycji dawniejszej szkoły łacińskiej.
W progimnazjum (niem.) Bugenhagen Realprogymnasium w latach 30. XX w. działały związki młodzieżowe, tj. Związek Wioślarski (niem.) Ruderverein oraz Związek Gimnastyczny (niem.) Turnverein. Zrzeszały one większość uczniów szkoły (progimnazjum dysponowało kortami tenisowymi, boiskiem do gry zespołowej oraz salą gimnastyczną). Tworzono również koła zainteresowań, np. kółka teatralne. Szkoła w tym czasie stała się typem szkoły koedukacyjnej, do której zaczęły uczęszczać dziewczęta. Dane wykazują, że stanowiły one nieliczną grupę spośród 127 liczby uczniów w 1932. W tym czasie przystąpiono również do próby reorganizacji szkoły i przywrócenia statusu gimnazjum sprzed 1926. W 1937 Rzesza Niemiecka ujednoliciła system oświatowy. Skutkiem nowelizacji było powołanie w Trzebiatowie szkoły średniej (niem.) Oberschule.
Podczas II wojny światowej działalność szkolna w Trzebiatowie uległa powolnemu zawieszeniu. Brak dostaw podstawowych produktów żywnościowych oraz mediów (bieżącej wody, energii i gazu ziemnego) powodowały zakłócenia w funkcjonowaniu placówek oświatowych i kulturalnych. 7 sierpnia 1943 przesiedlono ludność z terenów Zagłębia Ruhry (miasta: Bochum i Herne) do Trzebiatowa. Powodem były działania wojenne. Wśród ewakuowanych byli uczniowie i nauczyciele. Na terenie szkoły średniej udostępniono im wiele pomieszczeń pod czasowe zasiedlenie. W początkach 1945 zaczęto organizować ewakuację miasta. Mimo że po wojnie na terenie miasta pozostało ponad 600 Niemców, szkoły niemieckie przestały oficjalnie działać. Na terenie szkoły średniej zorganizowano szpital zakaźny wojsk radzieckich, który działał do 1947.

### Rozwój oświaty po 1945
Nowi mieszkańcy powojennego Trzebiatowa musieli pokonywać wiele trudności aprowizacyjnych, kwaterunkowych i komunikacyjnych. Jednak w pierwszym powojennym roku udało się stworzyć podwaliny pod sprawne funkcjonowanie miasta, w tym oświaty. Opracowano plan przyszłej sieci szkolnej na podstawie stanu technicznego budynków. Władze miasta położyły nacisk na zabezpieczenie nieruchomości i ruchomości szkolnych, które były narażone na liczne dewastacje oraz kradzieże. 24 sierpnia 1945, na podstawie zarządzenia Ministra Oświaty z 30 maja 1945, Inspektorat szkolny dokonał spisu dzieci podlegających obowiązkowi szkolnemu.

#### Szkolnictwo podstawowe i gimnazjalne
Polska oświata w Trzebiatowie zainaugurowała swoją działalność 1 września 1945, natomiast zajęcia szkolne rozpoczęły się z trzydniowym opóźnieniem. Do nauki przystąpiło 112 uczniów, których nauczało czworo nauczycieli. Do pionierów trzebiatowskiej Szkoły Powszechnej należeli: Stefan Turkowski (kierownik szkoły), Włodzimierz Gryżak oraz Stanisława i Alfons Tafelscy. Placówka była szkołą 7-letnią, której lokalizację przewidziano w budynku dawnej szkoły niemieckiej przy ul. Szkolnej 2. Stanowiła równocześnie centrum życia kulturalnego miasta. Szkoła w pierwszych latach działalności borykała się z wieloma utrudnieniami. Do największych należały: brak podręczników szkolnych i pomocy dydaktycznych. Początkowo zajęcia odbywały się w 7 klasach (rok później w 12). W celu zaktywizowania uczniów prowadzono liczne zajęcia, które nasycone były hasłami komunistycznymi.
W roku szkolnym 1948/1949, dzięki zabiegom kierownictwa szkoły, placówkę przeniesiono do budynku dawnej szkoły średniej (niem.) Oberschule (wcześniej: gimnazjum i progimnazjum) przy ul. Wodnej 2. Powodem przeniesienia była zbyt duża liczba uczniów (w latach 1966–1972 placówka ta pozyskała salę gimnastyczną, zbudowaną w czynie społecznym). W 1956 na terenie placówki rozpoczęła 10-letnią działalność szkoła z ukraińskim językiem nauczania. Dwa lata później Ukraińskie Towarzystwo Społeczno-Kulturalne wystąpiło z wnioskiem o utworzenie samodzielnej, 11-letniej szkoły tego typu. Braki lokalowe spowodowały zaniechanie tego projektu.

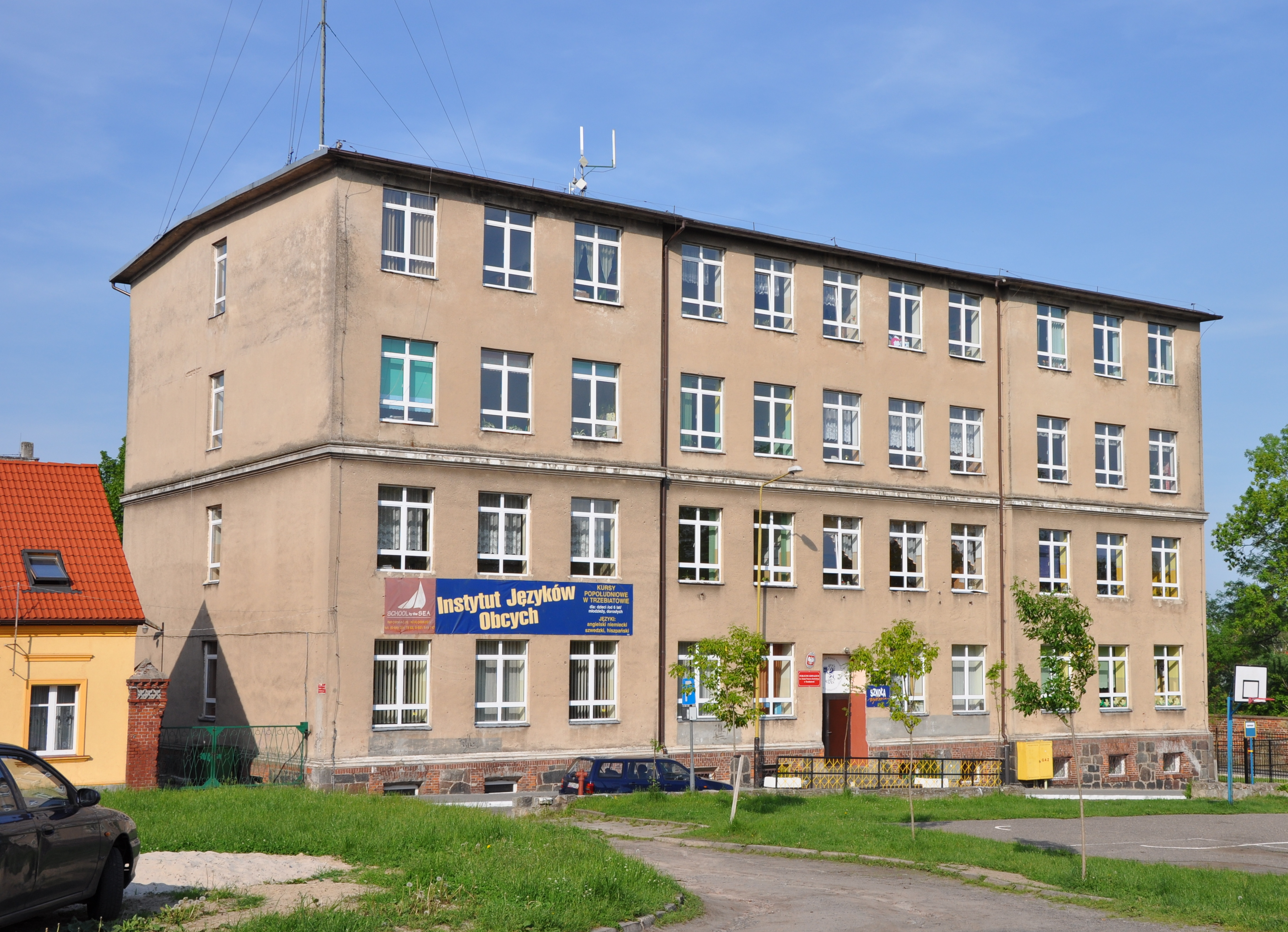
Publiczne Gimnazjum im. Książąt Pomorza Zachodniego

W latach 50. XX w. w Trzebiatowie nastąpił silny wzrost liczby ludności. Władze miejskie zdecydowały się na budowę nowego obiektu szkolnego, który został usytuowany przy ul. Długiej. Budowę placówki zakończono w 1959 (dziś: Szkoła Podstawowa nr 2 im. I Armii Wojska Polskiego). Tym samym zmieniono nazwę Szkoły Powszechnej na Szkołę Podstawową nr 1 (od 1980 noszącą imię Jana Kochanowskiego).
SP 2 początkowo posiadała 12 izb lekcyjnych, bibliotekę, dwie pracownie do prac ręcznych, boisko, bieżnię i salę gimnastyczną. Placówka była przeznaczona do nauczania maks. 400 uczniów, jednak już w pierwszym roku szkolnym przyjęto 647 dzieci. Dla poprawy sytuacji dydaktycznej w pobliskim Jarominie utworzono filię szkoły, która prowadziła zajęcia dla I etapu nauczania (klasy I–III) (1968). Zgodnie z reformą szkolną z 1961 szkoły te były placówkami 8-letnimi.
W początkach lat 60. XX w. rozpoczęto generalny remont obiektu SP 1. Zdecydowano, że zajęcia dydaktyczne będą odbywały się w czterech budynkach zastępczych (w latach 90. XX w. zlokalizowane były przy ul. Daszyńskiego, Szkolnej i Wodnej. Po 2003 przeniesiono ją do budynku przy ul. Kamienieckiej 16).
W 1974 w Trzebiatowie utworzono Zbiorczą Szkołę Gminną (ZSG), zrzeszającą 17 placówek z terenu gminy (6 szkół, 8 filii, 3 przedszkola). ZSG zostało powołane na mocy orzeczenia Wydziału Oświaty i Wychowania w Gryficach z dnia 25 lipca 1974. Zgodnie z wytycznymi ZSG miały zapewnić wszystkim uczniom odpowiednią opiekę zdrowotną; dożywianie; dowożenie do szkół i placówek kulturalnych; rozwijać uzdolnienia artystyczne i wszelkie zainteresowania.
W 1999 na skutek reformy oświaty w Trzebiatowie powstało Publiczne Gimnazjum, które przyjęło imię Książąt Pomorza Zachodniego. Placówka ta została usytuowana przy ul. Wodnej 2 (do reformy oświaty budynek był użytkowany przez SP nr 1).

#### Szkoły zawodowe

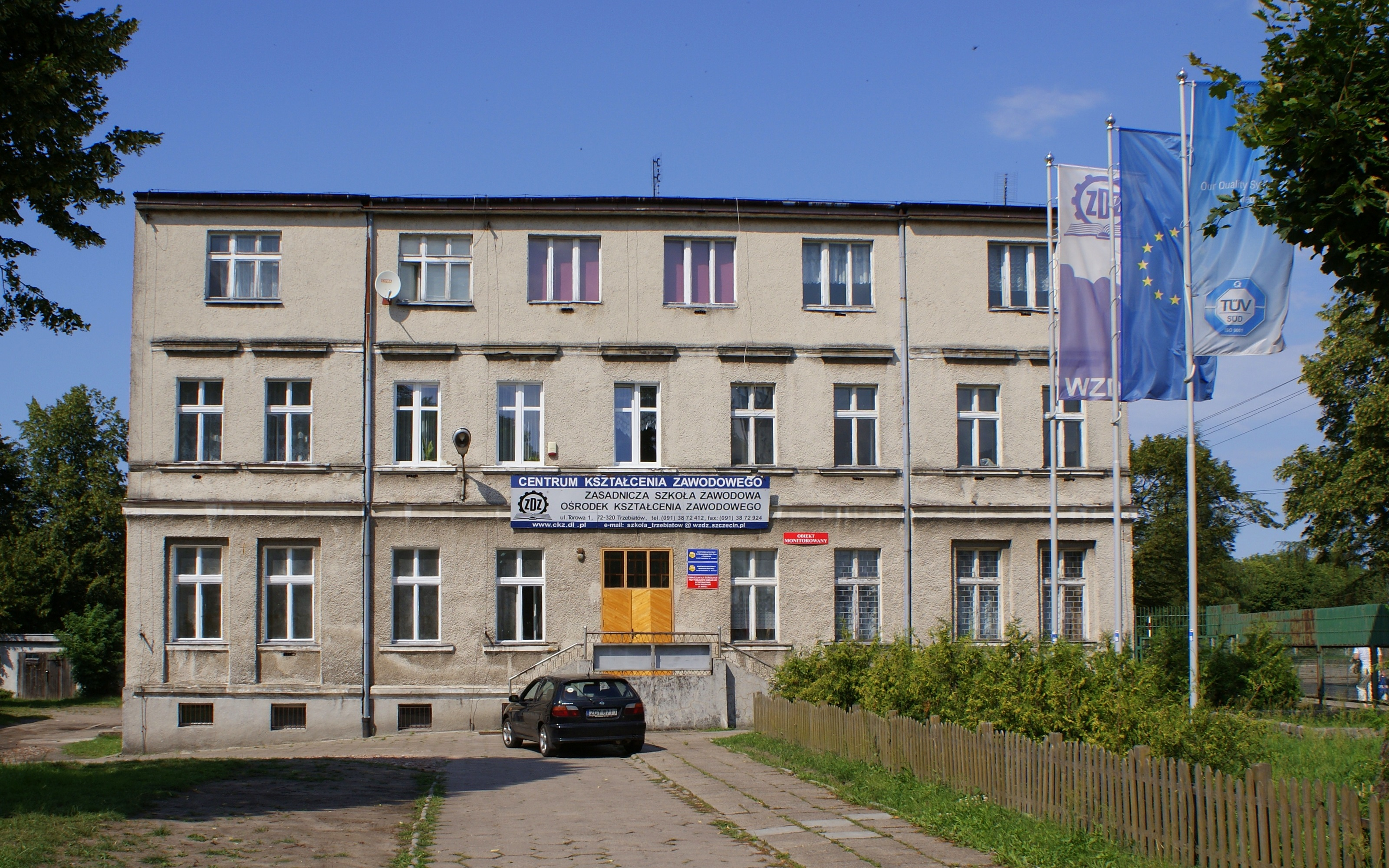
Centrum Kształcenia Zawodowego w Trzebiatowie

W 1949 utworzono w Trzebiatowie pierwszą szkołę zawodową – Liceum Administracyjno-Handlowe, przekształcone następnie w Technikum Administracyjno-Handlowe. Działalność tej szkoły była krótkotrwała. Przeniesiona została do Barlinka. W 1950 w opuszczonym budynku szkolnym przy ul. Szkolnej 2 powstała Zasadnicza Szkoła Zawodowa (kierunek: elektryczno-metalowy, przekształcony później w tokarsko-ślusarski).
W połowie lat 50. XX w. szkołę przeniesiono do budynku położonego przy placu Lipowym 15. Sale były dobrze wyposażone w pomoce dydaktyczne. Rozszerzono zakres przyuczanych zawodów. Kształcenie odbywało się w zakresach: mechanizacji rolnictwa, mechanika maszyn rolniczych oraz maszyn i urządzeń przemysłowych, dalej – w klasach zawodowych, tj. piekarza, masarza, kelnera, elektryka i sprzedawcy. Szkoła posiadała warsztaty szkoleniowe, które po reformie oświaty zostały po części: zlikwidowane bądź przekształcone w laboratoria szkolne.
1 stycznia 1954 utworzono Zakład Doskonalenia Rzemiosł na bazie kilku rzemieślniczych zakładów usługowych. Punkty zatrudniały do trzech instruktorów praktycznej nauki zawodu. 1 września 1959 powstała Zasadnicza Szkoła Zawodowa Związku Zakładów Doskonalenia Zawodowego przy ul. Torowej 1, która była filią ZSZ Wojewódzkiego Zakładu Doskonalenia Zawodowego w Szczecinie do 1981. Po tym roku powołano samodzielną placówkę. Kształcono w niej uczniów w zawodach: ślusarz-mechanik, ślusarz-spawacz, stolarz meblowy, malarz budowlany i monter instalacji sanitarnych. W 1983 przy ZSZ powstała Szkoła Przysposobienia Zawodowego z kierunkami mechanik i murarz, natomiast w 2000 powołano Liceum Zawodowe z kierunkiem stolarz.
Od 1965 w Trzebiatowie działalność zainaugurowało Technikum Mechaniczne (szkoła 5-letnia). Nauczano w niej uczniów w kierunkach: obróbka skrawaniem oraz mechanizacja rolnictwa. Szkoła posiadała internat, dzięki czemu mogli kształcić się w niej zamiejscowi uczniowie. W 1973 powołano 3-letnie Technikum Mechaniczne dla pracujących. W latach 90. XX w. utworzono przy nim Liceum Ogólnokształcące o profilu ogólnym. Tym samym zmieniono nazwę placówki na Zespół Szkół. W roku 2002 powstał Zespół Szkół Ponadgimnazjalnych im. Zbigniewa Herberta. Zespół skupia Licea: Ogólnokształcące, Profilowane i Uzupełniające oraz ZSZ.

#### Szkoły dla dorosłych
Szkoły dla dorosłych w Trzebiatowie mają swoją genezę w latach 40. XX w., kiedy w powojennych latach rozpoczęto walkę z analfabetyzmem. Początkowo do 1951 prowadzono w tym zakresie specjalne kursy oraz dokształcanie na poziomie szkoły podstawowej. W roku szkolnym 1962/1963 utworzono w mieście filię Liceum Ogólnokształcącego dla Pracujących w Gryficach, gdzie uzupełniano wiedzę z zakresu szkoły średniej. Szkoła ta nie posiadała własnego obiektu. Zlokalizowano ją w budynku TM, a w latach 70. XX w. przeniesiono ją do SP 1. Na podbudowie ZSZ w poł. lat 90. XX w. powstała prywatna szkoła – 3-letnie Wieczorowe Liceum Ogólnokształcące (dziś: Zaoczne Liceum Ogólnokształcące), funkcjonująca w budynku Zespołu Szkół.

### Źródła online
- Internetowy System Aktów Prawnych, Ustawa z dn. 8 stycznia 1999 r. Przepisy wprowadzające reformę ustroju szkolnego (Dz. U. rok 1999, nr 12, poz. 96) (pol.), [dostęp 2009-10-28].

### Opracowania
- Berghaus H., Landbuch des Herzogthums Pommern und des Fürstenhums Rügen Enthaltend Schilderung der Zustände dieser Lande in der zweiten Hälfte des 19 Jahrhunderts, T. II, Bd. VI, Anklam 1870.
- Bülow G., Beiträge zur Geschichte des pommerschen Schulwesens im 16. Jahrhundert, Stettin 1880.
- Łukasiewicz D., Reformy szkolnictwa na Pomorzu Zachodnim w XVIII w., [w:] Przegląd Historyczny, R. LXXXVII, z. 3, 1996.
- Tracz R., Rozwój szkolnictwa w Trzebiatowie po 1945 roku, [w:] J. Kochanowska (red.), Trzebiatów – spotkania pomorskie – 2004 r., Wołczkowo k. Szczecina, Szczecin 2005, ISBN 83-89402-33-5.
- Wesołowska S., Materiały do dziejów szkolnictwa elementarnego w powiecie gryfickim do połowy XIX wieku, [w:] J. Kochanowska (red.), Trzebiatów – spotkania pomorskie – 2005 r., Wołczkowo k. Szczecina, Szczecin 2006, ISBN 83-89402-46-7.
- Wesołowska S., Reformacja rozpoczęła się w Trzebiatowie, [w:] W. Łysiak (red.), Trzebiatów – historia i kultura I, Poznań 2000, ISBN 83-87437-04-2.
- Wesołowska S., Szkic do dziejów szkolnictwa w Trzebiatowie od XIV wieku do czasów współczesnych, [w:] W. Łysiak (red.), Trzebiatów – historia i kultura II, Poznań 2001, ISBN 83-87437-08-5.

### Ważniejsze opracowania online
- Cieśliński A., Powiat gryficki (pol), [dostęp 2010-01-31].